# 千葉県立東部図書館
千葉県立東部図書館（ちばけんりつとうぶとしょかん）は、千葉県旭市ハ349番地にある県立の公共図書館である。
中央図書館が千葉県関係資料・児童図書、西部図書館が自然科学・技術系資料をそれぞれ充実させているのに対し、文学・歴史分野の資料を充実させている。
2021年（令和3年）1月、千葉県と旭市との協議により、県立東部図書館を旭市に移譲すること、移譲までの間、県立東部図書館の一部を旭市図書館として使用することが合意された。同年7月10日、旭市図書館が県立東部図書館内に移転開館した。

## 利用案内
開館時間
- 平日：9時 - 19時
- 土・日・祝日・休日：9時 - 17時

休館日
- 月曜日（その日が祝・休日にあたる場合はその翌日）
- 館内整理日（毎月第3金曜日、その日が祝・休日にあたる場合はその前日）
- 年末年始（12月28日 - 1月4日）
- 特別整理期間（1年を通じ10日以内）

貸出制限
千葉県内に在住・在勤・在学の者に限る。1人5冊まで貸出可能。貸出期間は2週間まで（返却期限内であれば、1度だけ期限延長が可能）。返却は県立3館のどこでも可能。

### 立地
所在地
千葉県旭市ハ349
交通
JR総武本線旭駅より徒歩約15分

## 所蔵資料
- 図書 
  - 参考図書、専門図書、基本図書、外国語図書
- 雑誌
  - 一般誌、各分野専門誌
- 新聞
  - 全国紙
- マイクロフイルム
- CD
- ビデオ、LD
- CD-ROM
- 録音図書

## 沿革
- 1998年11月1日 - 開館。[5]
- 2021年1月 - 千葉県から旭市への移譲で合意[3]。
- 2021年7月10日 - 旭市図書館が県立東部図書館内に移転開館[4]。